# Hydropsyche andersoni
Hydropsyche andersoni là một loài Trichoptera trong họ Hydropsychidae. Chúng phân bố ở miền Tân bắc.